# Введенский собор (Чебоксары)
Введенский собор (чув. Введени чиркӗвӗ) — православный храм в городе Чебоксары, кафедральный собор Чувашской митрополии и Чебоксарской епархии Русской православной церкви. Старейшее здание города и всей Чувашии, памятник федерального значения.
Главный престол храма освящён в честь праздника Введения во храм Пресвятой Богородицы.
Первый (бревенчатый) храм на этом месте был заложен по грамоте царя Ивана Грозного от 26 мая 1555 года. Место под его строительство в Чебоксарском кремле освятил в 1555 году архиепископ Казанский Гурий. Ныне существующее здание возведено в середине XVII века (в 1650-е или 1660-е годы).

## История
В грамоте Ивана IV от 26 мая 1555 года, данной первому архиепископу Казанскому Гурию, говорилось, что надо определить место, «где быти святой соборной церкве Введению Пречистой» и «назнаменовати место, где граду быти». Гурием здесь была поставлена полотняная церковь, вскоре заменённая деревянной. В 1559 году деревянная церковь сгорела. В 1660-х годах выстроен ныне существующий каменный собор в честь Введения во храм Пресвятой Богородицы (холодный). Позднее к нему были пристроены тёплые приделы, с правой стороны — в память преподобного Сергия Радонежского, с левой — в память преподобного Алексия, человека Божия. На рубеже XVIII—XIX веков последний придел расширили, устроив четвёртый престол — в память священномученика Харалампия.
В советское время храм был закрыт на несколько лет. Постановлением правительства Чувашии в 1939 году его здание было передано под вновь образованную Чувашскую государственную художественную галерею. Вплоть до 1980-х годов в северном приделе размещалось фондохранилище Краеведческого музея (ныне Чувашского национального музея). В 1943 году музейные экспонаты были срочно переправлены в другой закрытый храм, а богослужения в соборе были возобновлены.
6 апреля 1945 года настоятель Введенского собора направил телеграмму И. В. Сталину о внесении церковным советом, духовенством, верующими Чебоксар 136 200 рублей в фонд обороны. Сталин ответной телеграммой обратился к председателю церковного совета с благодарностью за сбор средств на строительство танковой колонны имени Дмитрия Донского.
Приделы Алексия человека Божия и священномученика Харалампия, а также большую часть притвора до апреля 1985 года занимали фонды краеведческого музея.

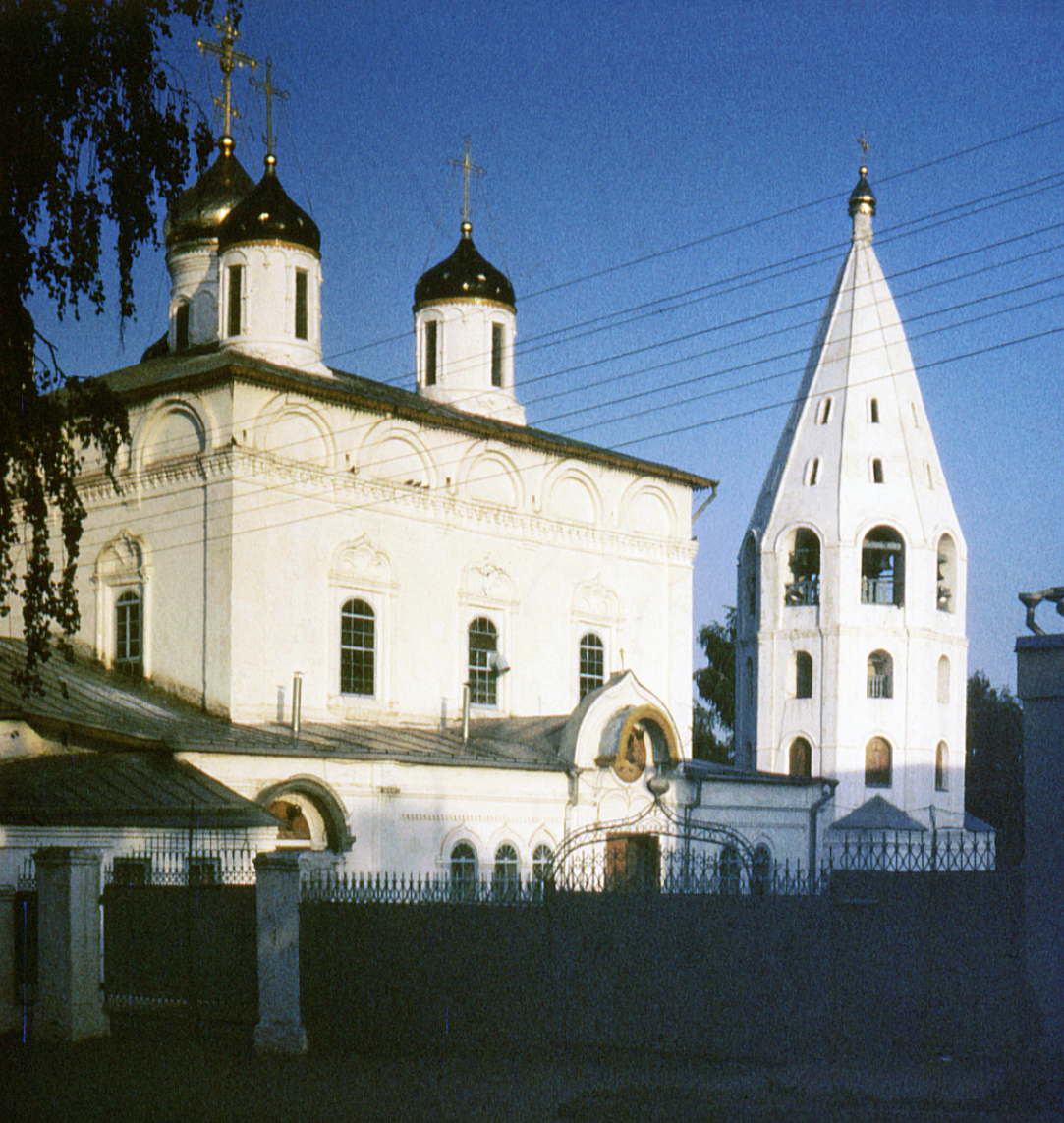
Введенский собор в 1995 году до реконструкции

## Описание
Здание неоднократно ремонтировалось, однако свой первоначальный облик в основном сохранило, за исключением мелких утрат и того, что первый ярус фасада оказался закрыт поздней пристройкой притвора.
В интерьерах собора сохранились фресковые росписи эпохи классицизма, а также иконостас. Шатровая колокольня типична для московского зодчества XVII века. Построенная отдельно от храма, она также неоднократно подвергалась переделкам, но в целом сохранила свои очертания.
В соборе погребены два чебоксарских архиерея 3-й четверти XX века: Иларий (Ильин) и Вениамин (Новицкий).

## Святыни

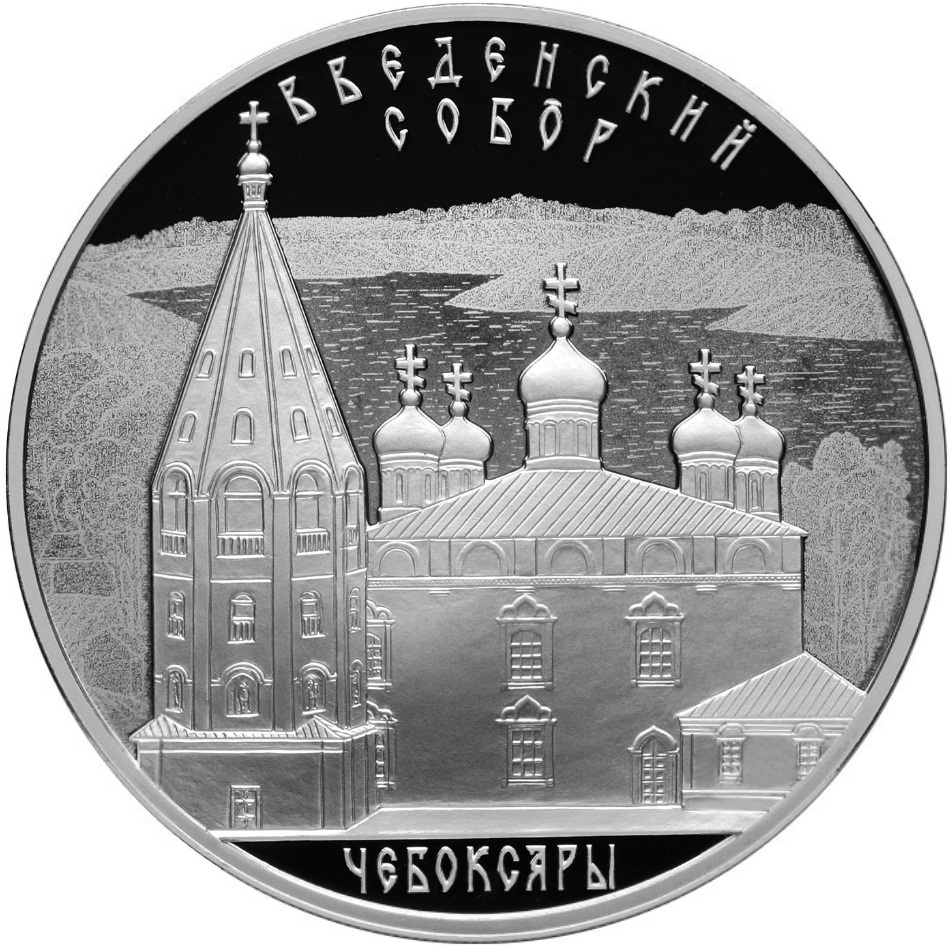
Введенский собор. Чебоксары. Монета Банка России — Серия: «Памятники архитектуры России», 3 рубля, серебро, 2013 год

К особо чтимым иконам во Введенском соборе относятся четыре:
- Владимирская икона Божией Матери (в киоте): написана в XVI веке, была украшена серебряной позолоченной ризой и находилась по левую сторону Царских врат. По преданию, это дар архиепископа Казанского чудотворца Гурия.
- Икона Спасителя: по преданию, подарена собору митрополитом Казанским и Свияжским Тихоном. Имела серебряный оклад с маргаритом (жемчугом) и была вставлена в икону с изображением двунадесятых праздников.
- Смоленская икона Божией Матери с мощами разных угодников Божиих: подарена митрополитом Тихоном, которому в 1687 году она была преподнесена грузинским царём Арчилом.
- Образ святых Казанских чудотворцев Гурия, Варсанофия и Германа: в икону вложены серебряные ковчежцы с частицами их мощей. По преданию, чебоксарцы отправили выборщиков в Казань просить часть мощей святых угодников. Желание их было выполнено.